# Château de Noisy
Pour les articles homonymes, voir Miranda.
Le château de Noisy (connu aussi sous le nom de château Miranda) est un ancien château néo-gothique situé en Wallonie à Celles, dans la commune namuroise de Houyet, en Belgique. Construit entre 1866 et 1907, à l’abandon et en ruines depuis les années 1990, il commence à être démoli fin octobre 2016 ; mi-octobre 2017, ne subsistent plus que les écuries.

## Histoire

### XIXeetXXesiècles
Lors de la Révolution française, le comte de Liedekerke-Beaufort est chassé de son château familial de Vêves. Il se réfugie dans un manoir près de Celles appelé « Château de Noisy »
Les descendants du comte, dès 1866, transforment le manoir en un vaste château avec l'aide d'un architecte paysagiste anglais, Edward Milner (en). La structure du château est faite de briques. Seules les façades extérieures sont recouvertes de pierres. L'architecte anglais meurt en 1884 et la construction est interrompue. C'est l'architecte français Pelchner qui fait ériger la tour centrale en 1903 et termine les travaux en 1907. Le château de Noisy devient dès lors la résidence d'été de la famille Liedekerke-Beaufort.

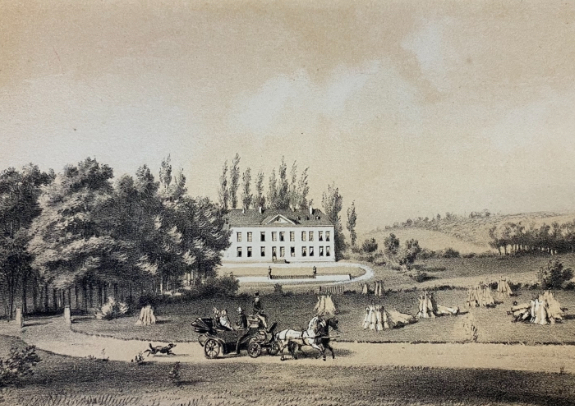
Le château de Noisy en 1844.
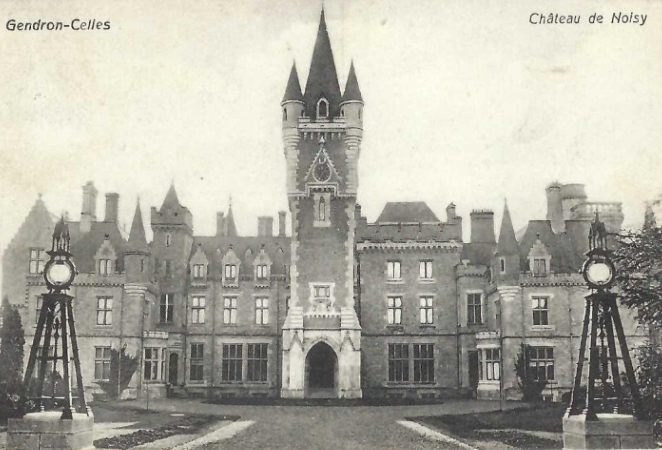
Le château de Noisy en 1911.

Durant la Seconde Guerre mondiale, il est brièvement occupé par les troupes allemandes. En 1950, il est transformé en centre de vacances pour les enfants des employés de la SNCB.
À la suite d'un incendie et à cause de la présence de la mérule, le château est abandonné en 1991.
Entre 1992 et 2000, le propriétaire cherche à vendre le château mais uniquement au travers d'un bail emphytéotique, ce qui rebute tous les éventuels acheteurs, au regard des sommes à investir pour restaurer le bien.
Sous le nom de « château Miranda », du nom de la S.A. qui le gère, dont le nom est lui-même inspiré de la Mirande, un affluent de la Lesse qui coule dans la vallée au pied du château, il devient alors peu à peu un des hauts-lieux de l'exploration urbaine en Belgique,.

### Début duXXIesiècle
À l'abandon depuis 1991, le château de Noisy est dans un état de dégradation avancé dans les années 2010. Les écuries se sont effondrées, les murs qui ne sont pas encore tombés sont fragiles. Le site est extrêmement dangereux à visiter. En 2013, la Tribune de Genève le classe parmi les quarante plus beaux lieux oubliés du monde.

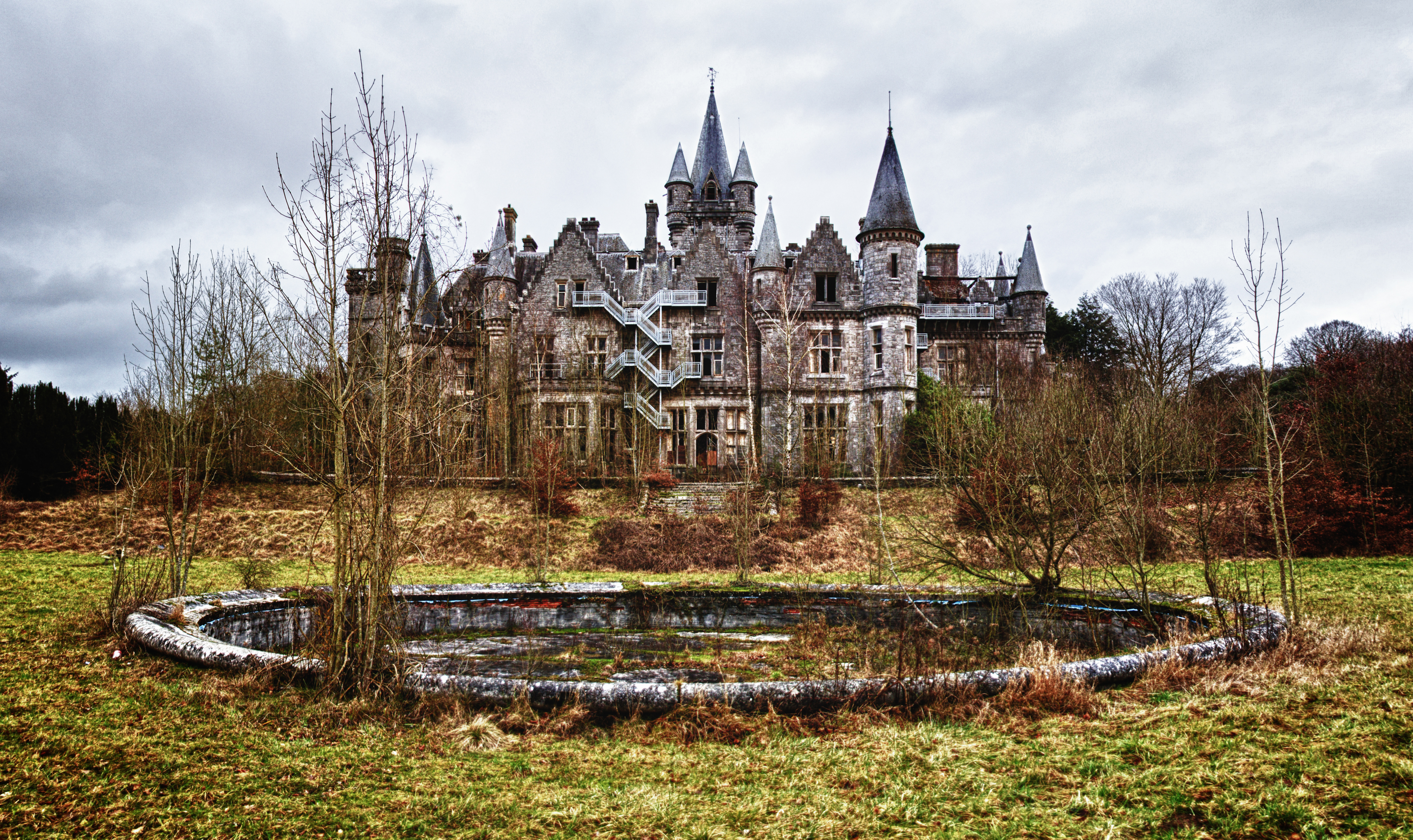
L'arrière du château en 2012.

Fin 2013, le comte de Liedekerke-Beaufort demande un permis de démolition pour le château, en raison des risques pour la sécurité des personnes qui le visitent. La commune de Houyet et la Région wallonne envisagent d'accorder le permis, à moins qu'une alternative crédible ne soit trouvée rapidement. À la suite de ces événements, une association de défenseurs voit le jour : l’asbl ARESNO, association pour la restauration et la sauvegarde de Noisy, dont le but est de sauver l’édifice. 
Le 6 février 2014, le ministre Carlo Di Antonio inscrit le château sur la liste de sauvegarde du patrimoine wallon, donnant un sursis d'un an maximum pendant lequel l'administration wallonne doit déterminer si le château vaut la peine d'être classé. Des investisseurs privés montrent également de l'intérêt.
Le 30 septembre 2014, le ministre Maxime Prévot décide de ne pas classer le monument. Ce choix est bien accueilli par l'association ARESNO, un classement augmentant significativement les contraintes et donc les coûts d'une éventuelle réhabilitation.
Le permis de démolir est délivré en juillet 2015. En mars 2016, les travaux n’avaient pas encore commencé, le propriétaire étudiant toujours les offres de différentes sociétés. 
La démolition débute finalement le 31 octobre 2016, en dépit des protestations des associations de défense. Le 14 décembre 2016, deux habitantes de la commune font appel au Conseil d'État pour préserver les façades et ce qui peut être encore sauvé : ce recours est rejeté mais les travaux de démolition restent suspendus, quoique le permis soit toujours valable. Fin mars 2017, l'entrepreneur chargé de la démolition lance un appel aux dons, espérant récolter les quelque 5 000 000 € nécessaires pour démonter le château de façon à pouvoir le reconstruire.
La démolition reprend en mai 2017, avant d'être à nouveau interrompue le 8 juin 2017 sur décision du tribunal des référés de Dinant jugeant le permis illégal sur deux points : absence d'enquête publique avant l'octroi du permis de démolition, violation du respect de l'environnement. Le 6 juillet 2017, après être allé en appel fin juin 2017, le propriétaire est de nouveau autorisé, par la Justice de Liège, à poursuivre les travaux de démolition pour des raisons de sécurité publique.   
En août 2017, un incendie se déclare sur le chantier de démolition. Le feu provoque l'effondrement de la partie où se trouvait l'escalier d'honneur avec ses colonnes aux voûtes bleues ainsi que l'entrée principale. Le château est désormais coupé en trois parties : l'aile gauche, la tour principale, et l'aile droite[réf. nécessaire]. Des défenseurs de « Miranda » soupçonnent le propriétaire d'un acte volontaire, mais l'hypothèse d'un accident ou d'un acte de vandalisme est également avancée.
En septembre 2017, les ailes du château sont détruites, laissant au milieu de ce paysage, seule, la tour principale dans l'attente de sa mise à terre.    
C'est finalement le 4 octobre 2017 que le coup de grâce est donné, la tour est amputée de ses horloges à hauteur des armoiries familiales.    
Fin 2017, du château de Noisy ne restent plus que les écuries et la base de la tour entourée des gravats.

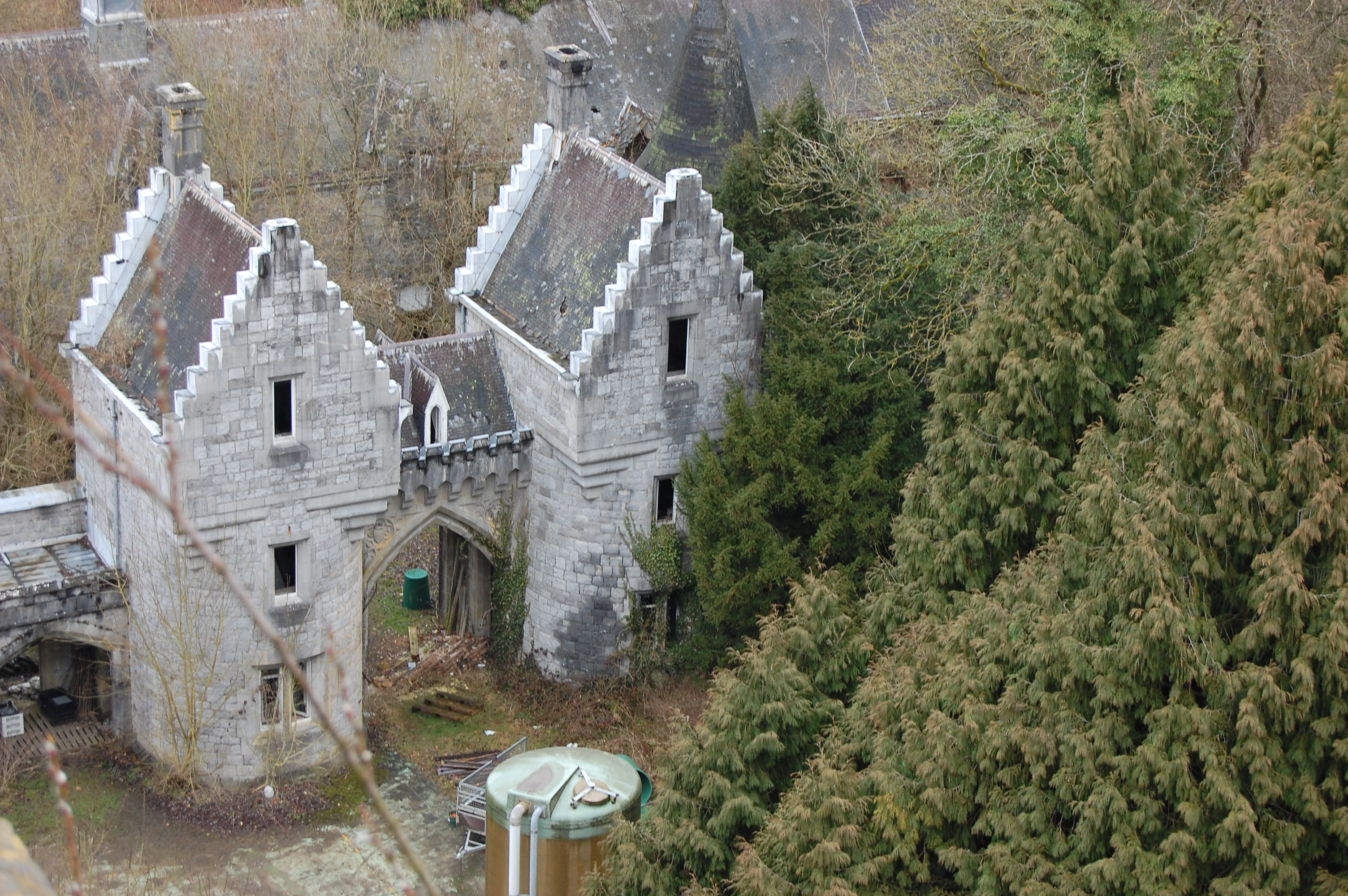
L'entrée aux écuries du château (2009).
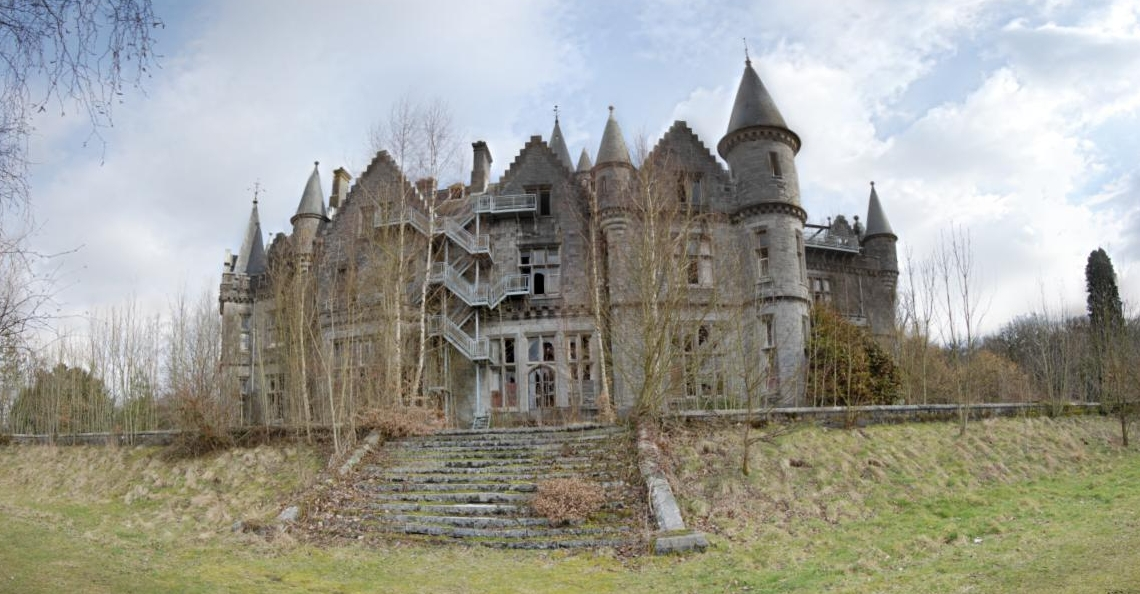
Façade arrière (2009)
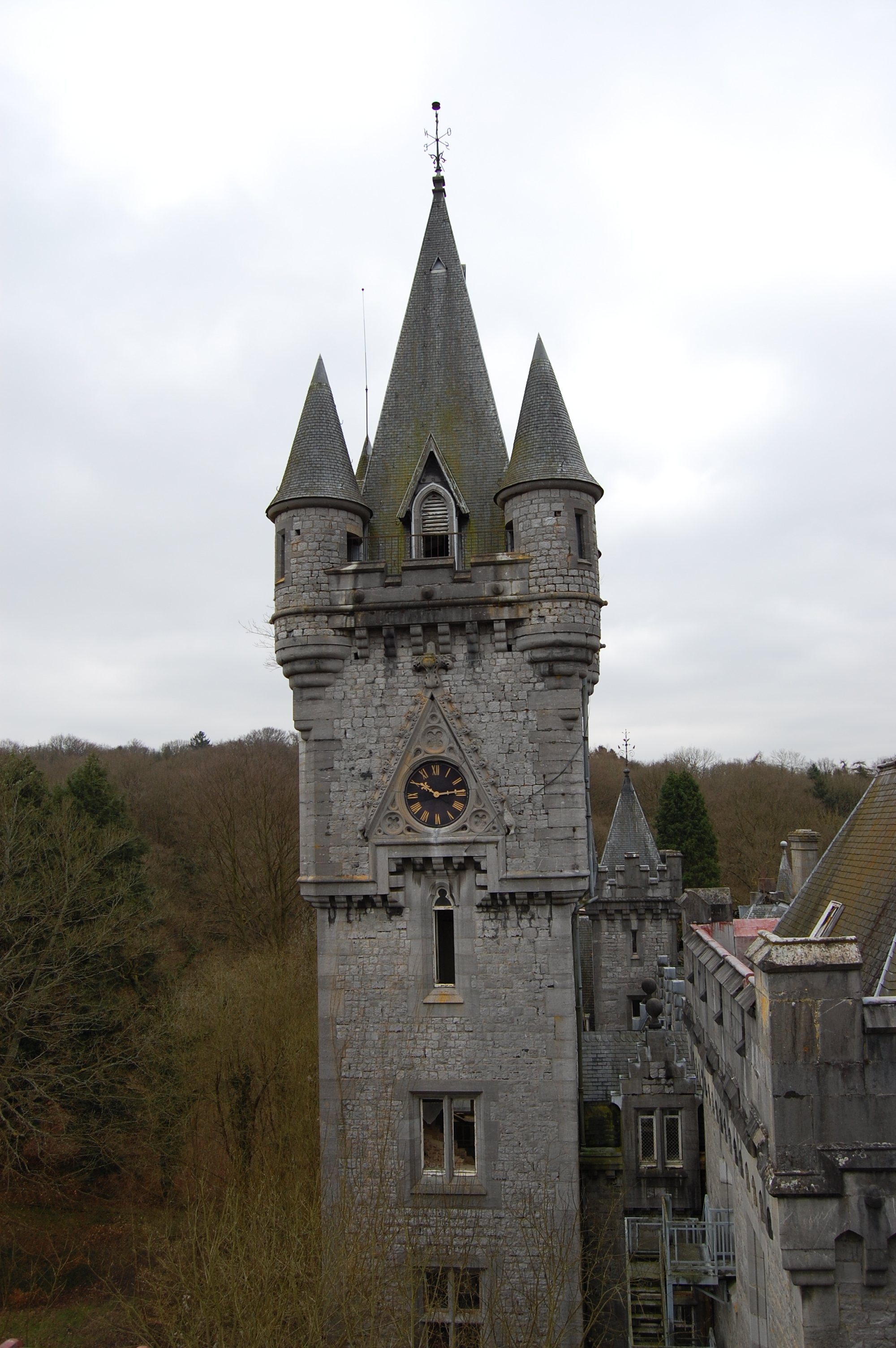
La tour (2009).
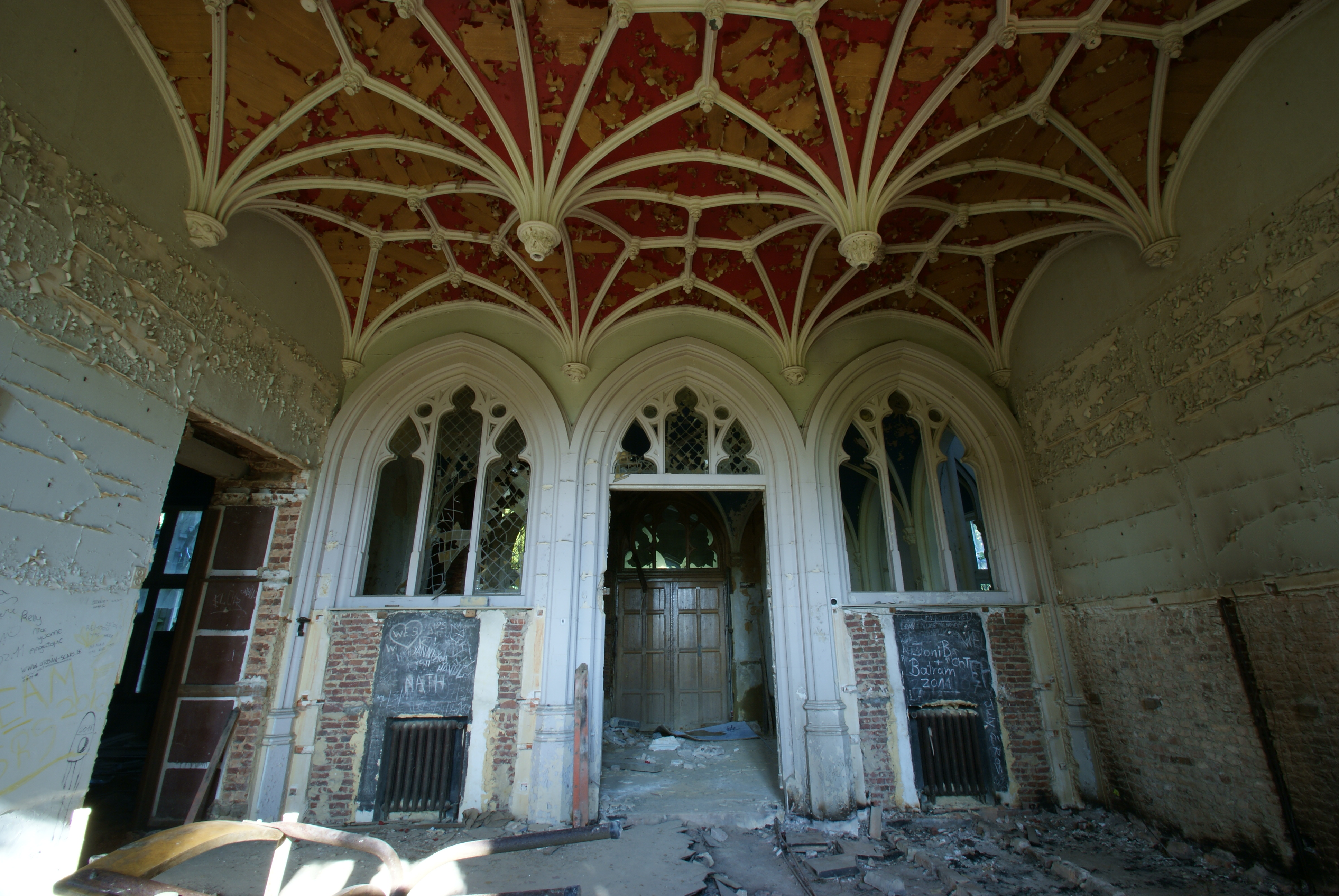
Une vue de l'intérieur (2011)
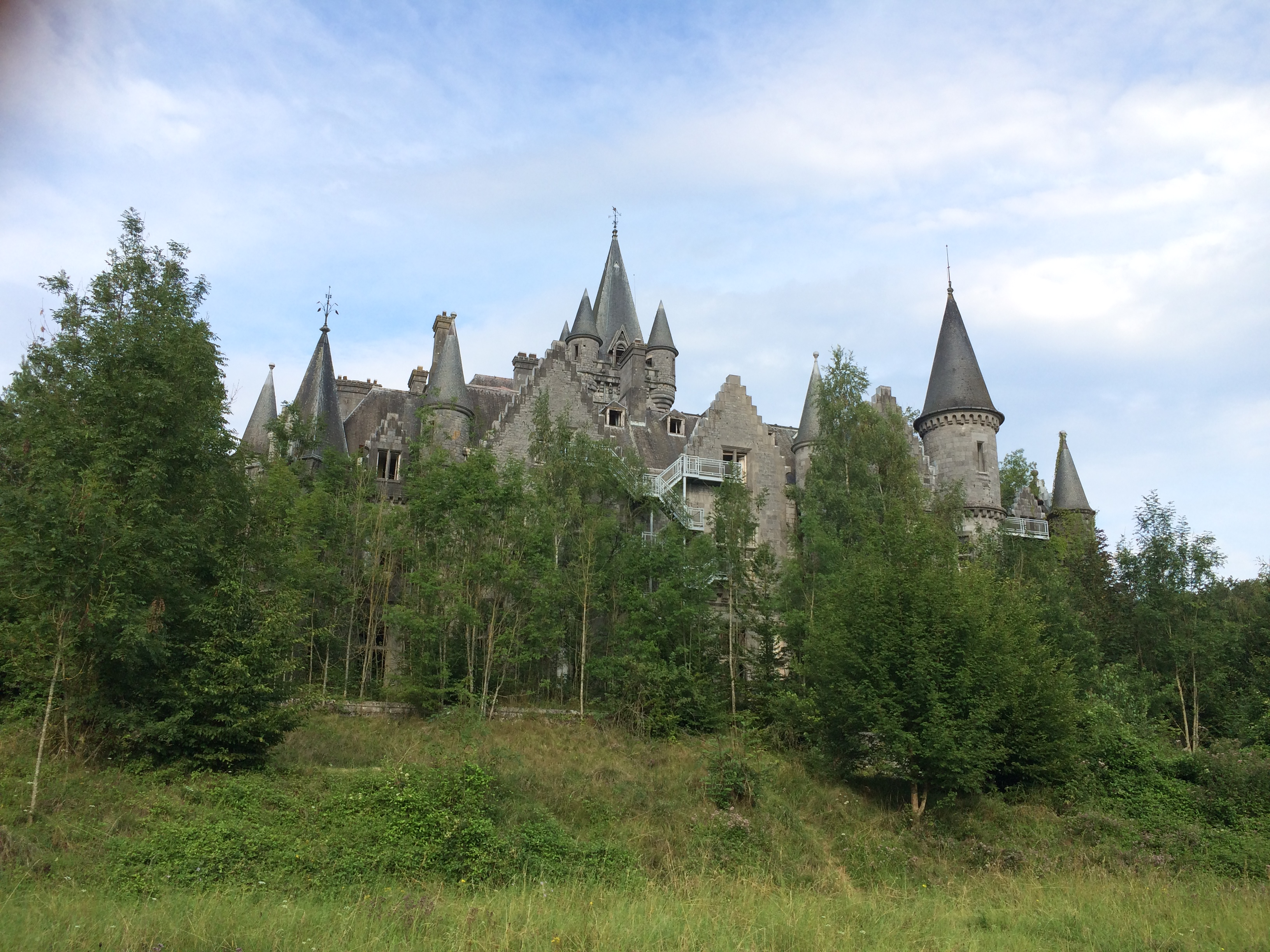
Façade arrière (2014).
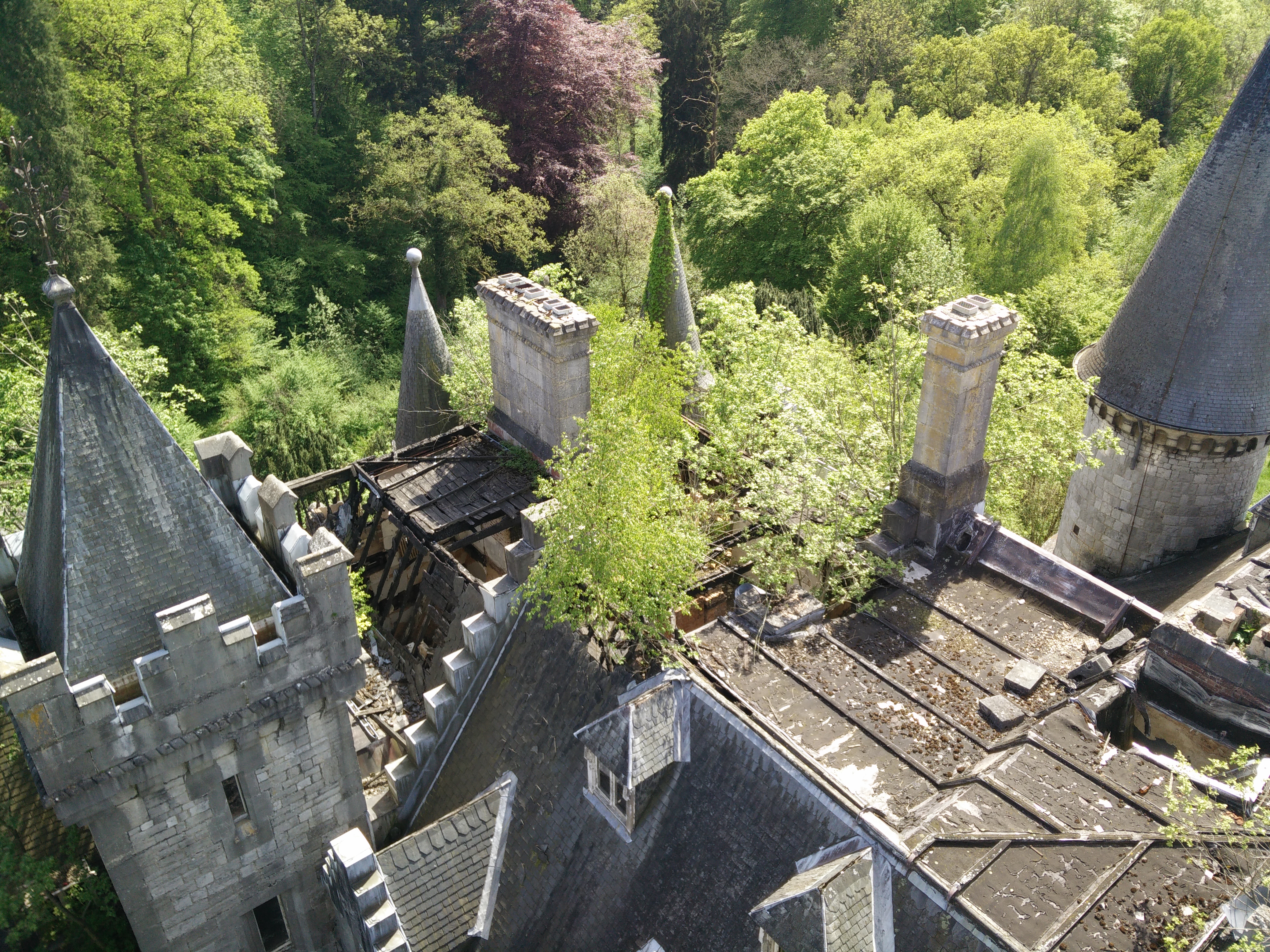
La toiture (2015).
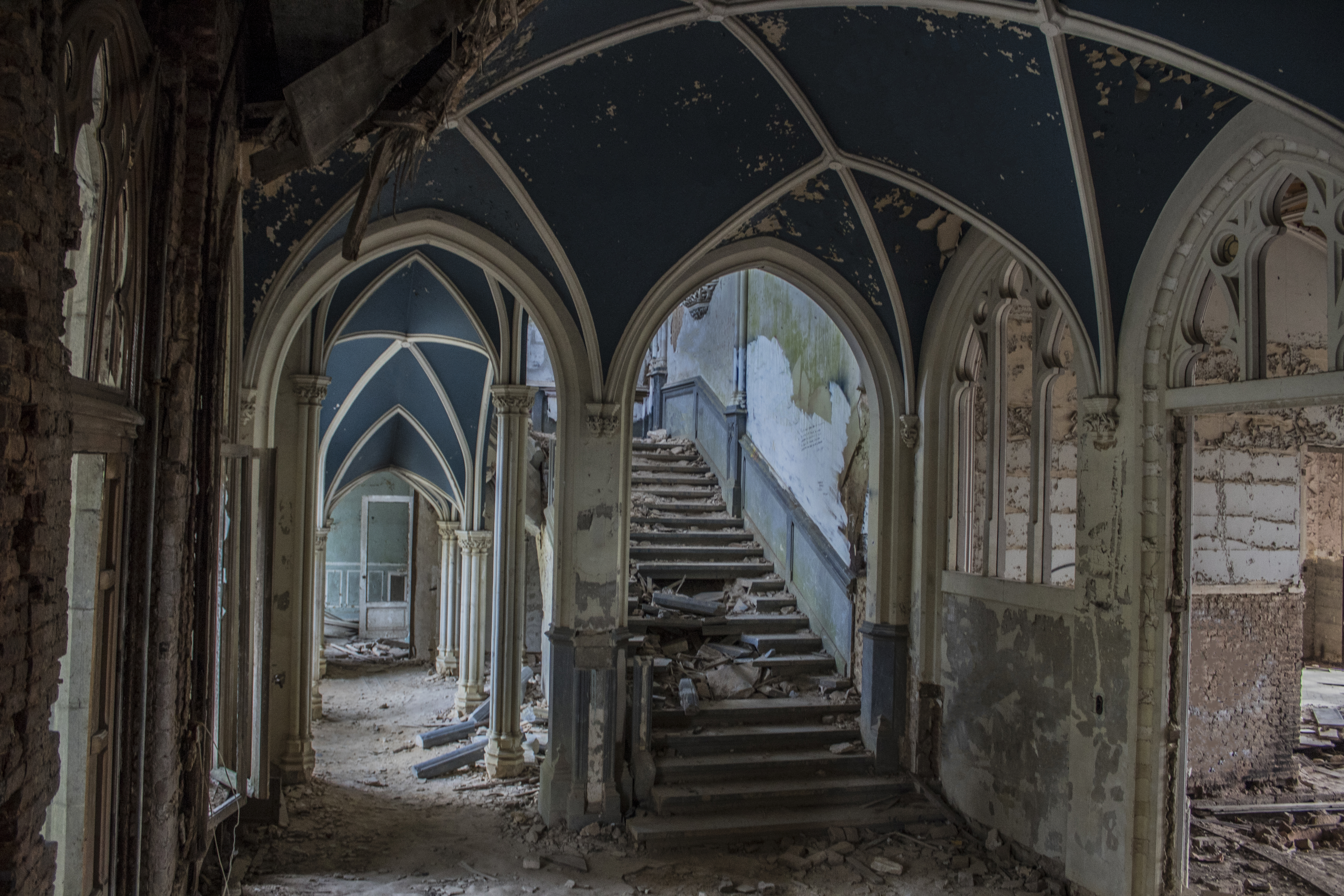
Le grand escalier (2017).
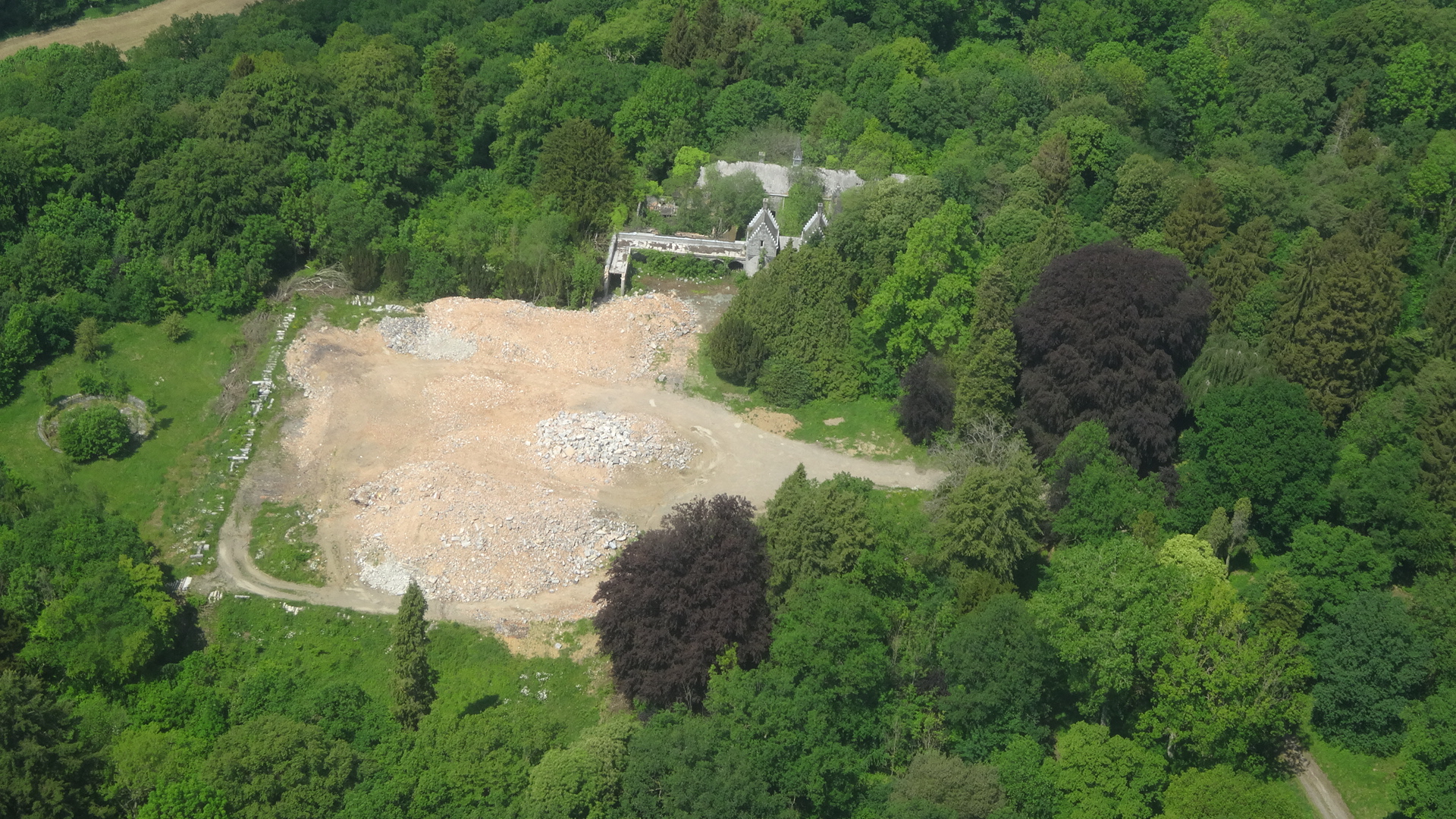
Le site du château après sa destruction (2018).

## Culture
- En 2009, le château est utilisé pour le tournage du film Anubis et la vengeance d'Arghus (nl).[réf. nécessaire]
- En 2011, il sert de décor de prison lugubre pour le film Dead Man Talking de Patrick Ridremont sorti en 2012.[réf. nécessaire]
- En 2015, il apparaît dans la saison 3 de la série américaine Hannibal comme le Castle Lecter en Lituanie[22].
- En 2025, le complexe de parcs d'attractions floridien Universal Studio s'inspire de son architecture pour construire son propre château dans la zone Dark Universe de son nouveau parc Epic Universe. Il y accueille l'attraction Monsters Unchained: The Frankenstein Experiment.[réf. nécessaire]